# Mantidactylus betsileanus
A Mantidactylus betsileanus  a kétéltűek (Amphibia) osztályába és  a békák (Anura) rendjébe, az aranybékafélék (Mantellidae) családjába tartozó faj. 

## Előfordulása
Madagaszkár endemikus faja. A sziget közepes magasságban fekvő esőerdeiben számos területén előfordul, a tengerszinttől 1500 m-es magasságig honos.

## Megjelenése

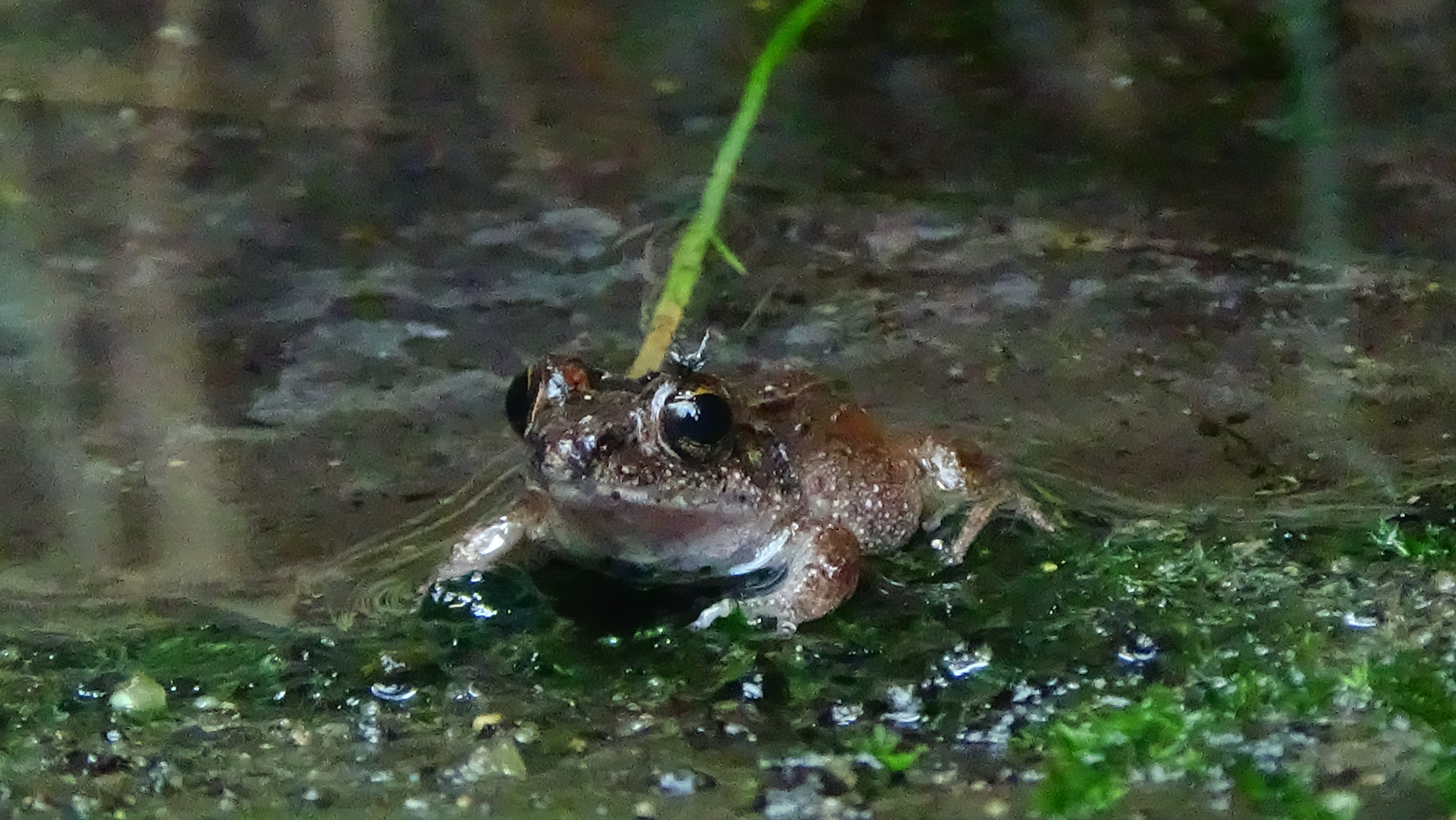
A Párizsi Állatkertben

Kis méretű Mantidactylus faj. A hímek testhossza 23–28 mm, a nőstényeké 28–35 mm. Mellső lába úszóhártya nélküli, ujjai végén enyhén megnagyobbodott korongok találhatók. Háti bőre mérsékelten szemcsézett, oldala felé jól látható redőkkel. Hátának színe változatos, gyakran világosbarna sötétebb árnyalatú foltokkal, gerincén időnként csíkozott, oldala néha narancsszínű. Jellegzetessége fehér orrcsúcsa. A hímek hanghólyagja egyszeres, enyhén nyújtható, combmirigyeik feltűnők, és egymástól távol állók.

## Természetvédelmi helyzete
A vörös lista a nem fenyegetett fajok között tartja nyilván. Számos védett területen előfordul.